# Paus Clemens IV
Clemens IV, geboren als Gui Faucoi le Gros (Saint-Gilles-du-Gard, 23 november ? - Viterbo, 29 november 1268), was paus van 1265 tot 1268.
In 1261 werd Gui Fulcodi door de paus benoemd tot kardinaal van Sabina waar hij tot 1264 zijn ambt uitoefende. De periode daarna is hij door de paus als afgevaardigde naar Engeland gestuurd om daar orde op zaken te stellen.
Na een conclaaf van 116 dagen is Clemens IV op 15 februari 1265 in Perugia te Italië uitgeroepen tot paus.
Op 29 november 1268 is Clemens IV overleden na een pontificaat van bijna 4 jaar.